# ViaJacobi
Als ViaJacobi wird die Schweizer Wanderroute 4 (eine von sieben nationalen Routen) vom Bodensee nach Genf bezeichnet. Der 645 Kilometer lange und in 33 Teilstrecken eingeteilte Fernwanderweg ist Teil der europäischen Jakobswege. Gesäumt von Kirchen, Klöstern und Kapellen bietet sie ein Wandererlebnis auf historischen Wegen durch abwechslungsreiche Kulturlandschaften.

## Etappen

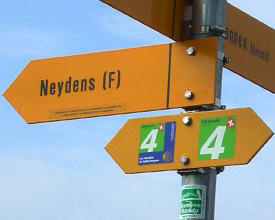
Wegweiser kurz vor dem Ziel

### Hauptroute
Die Hauptstrecke von Rorschach über Schwyz, den Brünigpass und Lausanne zur französischen Grenze ist in 20 Etappen eingeteilt (4.1 – 4.20) und insgesamt 446 Kilometer lang.

### Andere Startpunkte
Ein alternativer Startpunkt liegt in Konstanz ⊙. Drei Etappen (4.21 – 4.23) führen über Märstetten und das Kloster Fischingen nach Rapperswil, wo die vierte Etappe der Hauptstrecke beginnt. Dieser Zweig ist 72 Kilometer lang. Die Strecke von Konstanz zum Wallfahrtsort Einsiedeln ist als Schwabenweg bekannt.
Es kann auch Luzern ⊙ als Startpunkt gewählt werden; dann wandert man auf sechs Etappen (4.25 bis 4.30) über Bern und mündet kurz vor Rüeggisberg in Etappe 4.12 der Hauptstrecke. Dieser Zweig ist 124 Kilometer lang.

### Varianten
Zwischen Wattwil und Einsiedeln gibt es eine alternative Strecke über Siebnen (Etappen 4.34 und 4.35). Diese zweigt bei Neuhaus von Etappe 4.3 ab und trifft bei St. Meinrad wieder auf die Hauptroute.
Eine weitere Alternative existiert zwischen Fribourg und Moudon. Diese führt nicht über Romont, sondern verlässt die Hauptroute kurz hinter Fribourg (als Etappe 4.32) und stösst über Payerne bei Lucens (Etappe 4.33) wieder auf den regulären Weg. 
Etappen mit den Nummern 4.24 und 4.31 gibt es nicht.

## Anschlusswege
Der Anschluss von Blumberg führt über Schaffhausen über den Zürcherweg nach Rapperswil-Jona zur ViaJacobi-Etappe 23 oder über den Thurgauer Klosterweg nach Tobel zur ViaJacobi-Etappe 22.
Die regionale Route Nr. 43 Jakobsweg Graubünden (Via son Giachen) trifft vom Val Müstair kommend bei Amsteg auf die Wanderland-Route Nr. 2 Trans Swiss Trail und führt über Erstfeld nach Seelisberg zur ViaJacobi. Die regionale Route Nr. 44 Appenzeller Weg verbindet sich von Rankweil in Vorarlberg kommend bei St. Peterzell mit der ViaJacobi (4.2).

## Fortsetzung
Ab Genf setzt sich der Jakobsweg auf dem GR 65 als Via Gebennensis und Via Podiensis fort. Über Le Puy-en-Velay erreicht man Saint-Jean-Pied-de-Port an der französisch-spanischen Grenze, wo der Camino Francés beginnt.

## Nachweise
1. ↑  Alle nationalen Routen bei «SchweizMobil».
2. ↑  Schaffhauser-Zürcher-Weg/Thurgauer Klosterweg
3. ↑  Via Gebennensis auf www.jakobswege-europa.de
4. ↑  Via Podiensis auf www.jakobswege-europa.de
5. ↑  GR 65, le chemin de Compostelle via le Puy (französisch)